# Matthias
Matthias ist ein männlicher Vorname.

## Herkunft und Bedeutung
Matthias ist die deutsche Übertragung von Μαθθίας Maththías, der vermutlich eine Kurzform zu Ματταθίας Mattathías darstellt. Bei diesem Namen handelt es sich um die gräzisierte Variante von מַתִּתְיָה mattitjāh, einem hebräischen Namen, der sich aus den Elementen מַתַּת mattat und dem Gottesnamen יהוה jhwh zusammensetzt: „Gabe des Herrn“, „Geschenk des Herrn“.

## Verbreitung
Der Name Matthias ist in erster Linie im deutschen Sprachraum verbreitet.
In Österreich hat sich der Name unter den beliebtesten Jungennamen etabliert. Vor allem in den späten 1980er und frühen 1990er Jahren war der Name sehr beliebt. Zwar sank seine Popularität seitdem etwas, jedoch gehört der Name nach wie vor zu den 30 meistvergebenen Jungennamen (Stand 2021).
Im Jahr 2020 zählte die Schweiz 14301 Namensträger, zuletzt war der Name jedoch nicht mehr sehr beliebt.
Vor den 1940er Jahren war der Name Matthias in Deutschland kaum verbreitet. Nach dem Zweiten Weltkrieg nahm die Popularität des Namens rasch zu. In den 1960er bis 1980er Jahren zählte er zu den beliebtesten Jungennamen. Als höchste Platzierung erreichte er im Jahr 1976 Rang 4 der Hitliste. In den 1990er Jahren sank die Beliebtheit des Namens, bis sie sich in den frühen 2000er Jahren auf einem mäßig beliebten Niveau etablierte und zuletzt wieder anstieg. Im Jahr 2021 belegte Matthias Rang 111 der Hitliste. Dabei wird der Name überwiegend in der traditionellen Schreibweise Matthias vergeben. Nur etwa 19 % der Namensträger führen die Schreibweise Mathias, gut 5 % Matias.
In Island zählt der Name Mattías zu den beliebtesten Jungennamen. Im Jahr 2016 belegte er Rang 16 der Hitliste.

## Varianten

### Matthias und Matthäus
Es ist unklar, ob sich die Namensform Matthäus (altgriechisch Μαθθαῖος Maththaîos) vom selben Namen oder vom damit verwandten Namen Mattanja (hebräisch מַתַּנְיָה mattanjāh) ableitet. Mattanja setzt sich zwar aus den Elementen מַתָּן mattān und dem Gottesnamen יהוה jhwh zusammen, bedeutet aber ebenfalls „Gabe des Herrn“, „Geschenk des Herrn“.
Viele Sprachen, jedoch nicht alle unterscheiden zwischen beiden Namensformen.
| Sprache        | Form 1 (~ia~)     | Form 2 (~æu~)                            |
| -------------- | ----------------- | ---------------------------------------- |
| Arabisch       | متياس matīāš      | متى matā                                 |
| Aramäisch      | מַַתַּי‎ mattaj        | מַַתַּי‎ mattaj                               |
| Deutsch        | Matthias          | Matthäus                                 |
| Englisch       | Matthias          | Matthew                                  |
| Französisch    | Matthias          | Matthieu                                 |
| Hebräisch      | מַתִּתְיָהוּ mattitjāhū | מַתִּתְיָהוּ mattitjāhū oder מַתַּנְיָהוּ mattanjāhū |
| Hebräisch (NT) | מַתִּתְיָה mattitjāh   | מַַתַּי mattaj                               |
| Italienisch    | Mattia            | Matteo                                   |
| Latein         | Matthias          | Matthaeus                                |
| Lettisch       | Matīss            | Matejs                                   |
| Litauisch      | Matas             | Motiejus                                 |
| Altgriechisch  | Μαθθίας Maththías | Μαθθαῖος Maththaîos                      |
| Neugriechisch  | Ματθίας Matthías  | Ματθαίος Matthéos oder Matthaios         |
| Polnisch       | Maciej            | Mateusz                                  |
| Portugiesisch  | Matias            | Mateus                                   |
| Rumänisch      | Matia             | Matei                                    |
| Russisch       | Матфия Matfija    | Матфей Matfej                            |
| Schwedisch     | Mattias           | Matteus                                  |
| Spanisch       | Matías            | Mateo                                    |
| Syrisch        | ܡܬܝܐ mattīa       | ܡܬܝ Mataj                                |
| Tschechisch    | Matěj             | Matouš                                   |
| Ungarisch      | Mátyás            | Máté                                     |

### Männliche Varianten
- Armenisch: Մաթեւոս Matevos
- Aserbaidschanisch: Matta, Mətta
- Baskisch: Matia
- Belarussisch: Мацей Maziej
- Bulgarisch: Матей Matej
- Dänisch: Mathias
  - Diminutiv: Mads
- Deutsch: Matthäus, Mathias, Matias, Mattis, Mathis
  - Niederdeutsch: Thees, Thias, Theis, Tewes, Tews, Täis, Thies, Ties
  - Ripuarisch: Matschö,[15] Matthieu, Mattes
  - Kärntnerisch: Maate
  - Salzburg: Moartl, Hiasei, Hiesl
  - Diminutiv: Hias, Hiasl, Matti, Matze, Mats, Mait
- Englisch: Matthew, Mathew
  - Diminutiv: Matt, Mat, Mattie, Matty
- Estnisch: Mati, Mattias
  - Diminutiv: Madis
- Finnisch: Matias, Matti
- Französisch: Mathieu, Matthieu, Mathis, Mathys, Matis
- Georgisch: მათე Mate
- Griechisch
  - Altgriechisch: Μαθθίας Maththías, Ματταθίας Mattathías, Μαθθαίος Maththaíos, Ματθαίος Matthaíos, Μαθθαῖος Maththaîos
  - Neugriechisch: Ματθίας Matthías, Ματταθίας Mattathías, Ματθαίος Matthéos
- Hawaiianisch: Makaio, Mataio
- Hebräisch: מַתִּתְיָהוּ mattitjāhū, מַתִּתְיָה mattanjāh, מַתַּנְיָהוּ mattanjāhū, מַתַּנְיָה mattanjāh
  - Biblisch: מַתְּנַי mattənaj, מַתַּתָּה mattattāh
  - Diminutiv: מַַתַּי mattaj, מַתָּן mattān
- Irisch: Maitiú
- Isländisch: Matthías
- Italienisch: Matteo, Mattia
- Katalanisch: Mateu, Macià
- Kroatisch: Matej, Mateo, Matija
  - Diminutiv: Mate, Matko, Mato
- Latein: Matthias; Matthaeus, Matthæus
- Lettisch: Matīss, Matiass, Matejs
- Litauisch: Matas, Motiejus
- Malaiisch: Mathai, Mathew
- Mazedonisch: Матеј Matej
- Norwegisch: Mathias, Matteus, Mattis
  - Diminutiv: Mats
- Niederländisch: Mathijs, Matthijs, Matijs, Mattijs, Mattheus
  - Diminutiv: Thijs, Ties, Tijs
- Polnisch: Maciej, Mateusz
- Portugiesisch: Mateus, Matias
- Rumänisch: Matei, Matia, Mateiu
- Russisch: Матвей Matwej, Матфей Matfej
  - Diminutiv: Мотя Motja
- Schottisch-Gälisch: Maitias
- Schwedisch: Mathias, Matteus, Mattias, Mattis, Mattes
  - Diminutiv: Mats, Matts
- Serbisch: Матеја Mateja, Матија Matija
- Slowakisch: Matej, Matúš
- Slowenisch: Matej, Matevž, Matija, Matjaž, Matic
  - Diminutiv: Tjaž
- Sorbisch: Maćij
  - Niedersorbisch: Mato, Matej, Matscho
- Spanisch: Mateo, Matías
- Tschechisch: Matěj, Matouš, Matyáš
- Ukrainisch: Матвій Matwij, Матей Matej
- Ungarisch: Mátyás, Máté, Máty

### Weibliche Varianten
- Deutsch: Matthäa, Mattea
- Kroatisch: Matea, Mateja, Matija
- Italienisch: Mattea
- Serbisch: Матија Matija
- Slowenisch: Mateja, Matija
  - Diminutiv: Teja
- Skandinavisch: Mathea

## Namenstage
Namenspatron ist der hl. Apostel Matthias. Auf ihn beziehen sich die folgenden Feste und Gedenktage:

### Katholisch
- 24. Februar (Fest im Regionalkalender für das deutsche Sprachgebiet), traditionell, bei der Liturgiereform offiziell verlegt auf:
  - 14. Mai (Fest im Allgemeinen Römischen Kalender)
- 18. Juli in Trier, Übertragung der Gebeine nach St. Matthias[16]

### Evangelisch (Gedenktag)
- 24. Februar

### Andere
- anglikanisch: 24. Februar oder 14. Mai
- orthodox: 9. August
- koptisch: 4. März

## Namensträger

### Herrscher
- Matthias (* vor 1209; † 1272), Graf von Dammartin
- Matthias Corvinus (1443–1490), König von Ungarn (1458–1490) und Böhmen (1469–1490)
- Matthias (1557–1619), König von Ungarn, Kroatien, Slawonien (1608–1619) und Böhmen (1611–1619), Kaiser des Heiligen Römischen Reiches (1612–1619)

### Heilige/Geistliche/Theologen
- Hl. Matthias, der dreizehnte Apostel, Nachfolger von Judas Ischariot
- Matthias († 120), achter Bischof von Jerusalem (Heiliger, Gedenktag: 30. Januar)
- Matthias Büssem (1834–1914), deutscher Geistlicher
- Matthias Franz Chorinský von Ledska (1720–1786), Weihbischof von Königgrätz und Olmütz und Bischof von Brünn
- Matthias Deckers (1802–1875), deutscher Dechant
- Matthias Eberhard (1815–1876), deutscher Bischof von Trier
- Matthias Ehrenfried (1871–1948), deutscher Bischof von Würzburg
- Matthias Erb (1494–1571), deutscher Theologe und Reformator
- Matthias Flacius (1520–1575), lutherischer Theologe
- Matthias Freudenberg (* 1962), deutscher Theologe
- Matthias Greitter (1495–1550), deutscher Geistlicher, Kantor und Komponist
- Matthias Gunderam (1529–1564), deutscher Theologe
- Matthias Heinrich (* 1954), Weihbischof in Berlin
- Matthias Hoë von Hoënegg (1580–1645), deutscher Theologe
- Matthias Hütlin († 1524), deutscher Geistlicher
- Matthias Jorissen (1739–1823), deutscher Pfarrer und Kirchenliederdichter
- Matthias Judex (1528–1564), deutscher Theologe und Reformator
- Matthias König (* 1959), deutscher Weihbischof
- Matthias Kučka († 1474), Bischof von Leitomischl
- Johannes Matthias Joseph Leunis (1802–1873), deutscher Geistlicher, Lehrer und Botaniker
- Matthias Martinius (1572–1630), deutscher Theologe und Philologe
- Matthias de Monte († 1587), deutscher Kartäuserprior und Schriftsteller
- Matthias Nethenus (1618–1686), deutscher Theologe und Professor
- Matthias von Neuenburg (* um 1295, † kurz nach 1364), spätmittelalterlicher deutscher Chronist
- Matthias von Saarburg (* um 1615–1681), deutscher Kapuzinerpater und Barockbaumeister
- Matthias Schneckenburger (1804–1848), deutscher Theologe
- Heinrich Matthias Sengelmann (1821–1899), deutscher Geistlicher
- Matthias Utters (1934–1986), deutscher Franziskaner
- Matthias von Buchegg († 1328), Mainzer Kurfürst und Erzbischof
- Matthias von Edessa, armenischer Mönch
- Matthias von Jagow (1480–1544), Bischof und Reformator
- Matthias von Janov († 1393), tschechischer Priester, Schriftsteller und Philosoph und Reformator
- Hl. Matthias von Miyako, einer der 26 Märtyrer von Nagasaki
- Matthias Wehr (1892–1967), deutscher Bischof
- Matthias Konradt (* 1967), deutscher evangelischer Theologe und Hochschullehrer

### Autoren
- Matthias Abele von und zu Lilienberg (1618–1677), österreichischer Jurist und Schriftsteller
- Matthias Baxmann (* 1957), deutscher Hörspielautor und Featureautor
- Matthias Beltz (1945–2002), deutscher Kabarettist und freier Autor
- Matthias Biskupek (1950–2021), deutscher Schriftsteller, Publizist und Literaturkritiker
- Matthias Bronisch (* 1937), deutscher Dichter
- Matthias Claudius (1740–1815), deutscher Dichter und Journalist
- Walter Matthias Diggelmann (1927–1979), Schweizer Schriftsteller
- Matthias Ernst (* 1958), deutscher Schriftsteller und Musiker
- Matthias Falke (* 1970), deutscher Schriftsteller, Herausgeber und Übersetzer
- Johann Matthias Firmenich-Richartz (1808–1889), deutscher Germanist und Dichter
- Matthias Frings (* 1953), deutscher Journalist, Fernsehmoderator und Schriftsteller
- Matthias T. J. Grimme (* 1953), deutscher Autor, Schauspieler und Fotograf
- Matthias Heise (* 1962), deutscher Autor und Filmemacher
- Matthias Baader Holst (1962–1990), deutscher Schriftsteller
- Matthías Jochumsson (1835–1920), isländischer Dichter und Pfarrer
- Matthias Jung (* 1978), deutscher Autor und Komiker
- Matthias Kannengiesser (* 1974), deutscher Autor und Journalist
- Matthias Kehle (* 1967), deutscher Schriftsteller
- Matthias Kringe (* 1961), deutscher Autor und Cartoonist
- Matthias Mala (* 1950), deutscher Autor und Künstler
- Matthias Mander (* 1933), österreichischer Schriftsteller
- Matthias Mühling (* 1968), deutscher Kunsthistoriker, Kurator und Publizist
- Matthias Politycki (* 1955), deutscher Schriftsteller
- Matthias Praxenthaler (* 1971), deutscher Schriftsteller
- Johann Matthias Schneuber (1614–1665), deutscher Lyriker und Pädagoge
- Matthias Schultheiss (* 1946), deutscher Comic-Zeichner und -Autor
- Anton Matthias Sprickmann (1749–1833), deutscher Schriftsteller und Jurist
- Matthias Storck (* 1956), deutscher Pfarrer und Autor
- Matthias Josef Franz Tressel (1878–1945), deutscher Dichter
- Matthias Wegehaupt (* 1938), deutscher Schriftsteller und Maler
- Matthias Zschokke (* 1954), Schweizer Schriftsteller und Filmemacher

### Künstler/Musiker
- Matthias Alfen (* 1965), deutscher Künstler
- Matthias Bamert (* 1942), Schweizer Komponist und Dirigent
- Matthias Beltz (1945–2002), deutscher Kabarettist
- Matthias Bernhard Braun (1684–1738), österreichischer Bildhauer
- Matthias Brock (* 1962), deutscher Maler
- Matthias Brodowy (* 1972), deutscher Kabarettist und Musiker
- Arnold Matthias Brunckhorst, deutscher Komponist und Organist
- Matthias Carras (1964–2023), deutscher Schlagersänger
- Matthias Corr (1880–1962), deutscher Bildhauer
- Matthias Deutschmann (* 1958), deutscher Kabarettist
- Matthias Dietz (* 1957), deutscher Designer
- Matthias Eisenberg (* 1956), deutscher Organist, Cembalist und Kirchenmusiker
- Matthias Faller (1707–1791), deutscher Bildhauer und Holzschnitzer
- Matthias Friese (1739–1786), deutscher Organist und Orgelbauer
- Matthias Goerne (* 1967), deutscher Sänger (Bariton)
- Matthias Grünert (* 1966), Schweizer Romanist
- Matthias Grünert (* 1973), deutscher Kirchenmusiker
- Matthias Grünewald († 1528), deutscher Maler und Grafiker
- Matthias Habich (* 1940), deutscher Film- und Theaterschauspieler
- Matthias Hanselmann (* 1953), deutscher Moderator, Komponist und Texter
- Matthias Hartmann (* 1963), deutscher Theaterregisseur und Intendant
- Josef Matthias Hauer (1883–1959), österreichischer Komponist und Musiktheoretiker
- Franz Matthias Hiernle (* 1677), deutscher Bildhauer
- Matthias Höfs (* 1965), deutscher Trompeter
- Matthias Holländer (* 1954), deutscher Maler
- Matthias Hölle (* 1951), deutscher Sänger (Bass)
- Matthias Horndasch (1961–2015), deutscher Pianist, Komponist, Autor und Moderator
- Matthias Jaeger (1945–2014), deutscher Maler und Grafiker
- Matthias Jabs (* 1955), deutscher Gitarrist
- Matthias Jung (* 1964), deutscher Chorleiter und Dirigent
- Matthias Kanter (* 1968), deutscher Maler
- Matthias Keller (* 1956), deutscher Pianist, Organist, Komponist und Musikjournalist
- Matthias Keller (* 1970), deutscher Musiker, Sänger und Synchronsprecher
- Matthias Klink (* 1969), deutscher Sänger (Tenor)
- Matthias Klotz (1748–1821), deutscher Maler und Lithograf
- Matthias Koeppel (* 1937), deutscher Maler und Dichter
- Matthias Kunkler (1957–1997), deutscher Maler
- Matthias Leupold (* 1959), deutscher Fotograf
- Matthias Mansen (* 1958), deutscher Druckgrafiker
- Matthias Maute (* 1963), deutscher Blockflötist und Komponist
- Matthias May (1884–1923), deutsch-österreichischer Maler und Grafiker
- Matthias Merian (1593–1650), Schweizer Kupferstecher und Verleger
- Matthias Meusel (* 1976), deutscher Musiker, Komponist, Arrangeur und Musikproduzent
- Johannes Matthias Michel (* 1962), deutscher Komponist, Kirchenmusiker und Organist
- Matthias Georg Monn (1717–1750), österreichischer Komponist, Organist und Musikpädagoge
- Matthias Pintscher (* 1971), deutscher Komponist und Dirigent
- Johann Matthias Ranftl (1804–1854), österreichischer Maler und Grafiker
- Markus Matthias Rapp (* 1955), deutscher Bildhauer
- Matthias Reim (* 1957), deutscher Schlagersänger
- Matthias Roeingh (* 1960), deutscher Diskjockey
- Matthias Röhr (* 1962), deutscher Gitarrist
- Jacob Matthias Schmutzer (1733–1811), österreichischer Kupferstecher und Maler
- Matthias Schriefl (* 1981), deutscher Trompeter und Komponist
- Matthias Seling (* 1969), österreichischer Kabarettist und Comedian
- Johannes Matthias Sperger (1750–1812), österreichischer Kontrabassist und Komponist
- Matthias Steinl († 1727), österreichischer Architekt und Bildhauer
- Matthias Rudolf Toma (1792–1869), österreichischer Maler und Lithograf
- Matthias Uhle (* 1973), deutscher Musiker
- Matthias Walter (* 1975), deutscher Schauspieler
- Matthias Weckmann (1619–1674), deutscher Komponist
- Matthias Weischer (* 1973), deutscher Kunstmaler

### Politiker
- Matthias Andresen (1904–1992), deutscher Politiker
- Matthias Bärwolff (* 1985), deutscher Politiker
- Matthias W. Birkwald (* 1961), deutscher Politiker
- Matthias Berninger (* 1971), deutscher Politiker
- Matthias Brauner (* 1974), deutscher Politiker
- Matthias Deymann (1799–1871), deutscher Jurist und Politiker
- Matthias Eldersch (1869–1931), österreichischer Politiker
- Matthias Engelsberger (1925–2005), deutscher Politiker
- Matthias Erzberger (1875–1921), deutscher Schriftsteller und Politiker
- Johann Matthias Gierse (1807–1881), Jurist und Politiker
- Matthias Gleitze (1902–1989), deutscher Politiker und Buchautor
- Matthias Groote (* 1973), deutscher Politiker
- Matthias Güldner (* 1960), deutscher Politiker
- Matthias Hoogen (1904–1985), deutscher Politiker
- Matthias Kalkreuter (* 1986), deutscher Politiker und Bürgermeister von Lage
- Matthias Kerkhoff (* 1979), deutscher Politiker
- Matthias Klaus (1758–1833), österreichischer Politiker und Bürgermeister von St. Pölten
- Matthias Kleinert (* 1938), deutscher Politiker und Manager
- Ernst-Matthias von Köller (1841–1928), deutscher Politiker, siehe Ernst von Köller
- Matthias Konrad (* 1943), österreichischer Politiker und Bürgermeister von Leoben
- Matthias Krenn (* 1960), österreichischer Unternehmer, Verbandsfunktionär und Politiker
- Matthias Kurth (* 1952), deutscher Politiker und Richter
- Matthias Lammert (* 1968), deutscher Politiker und Jurist
- Matthias Machnig (* 1960), deutscher Politiker
- Matthias Joseph Mehs (1893–1976), deutscher Politiker
- Matthias Miersch (* 1968), deutscher Politiker
- Matthias Moll (1901–1958), deutscher Politiker
- Wilhelm Matthias Naeff (1802–1881), Schweizer Politiker
- Matthias Nerlich (* 1972), deutscher Politiker
- Matthias von Oppen (1565–1621), deutscher Kirchenpolitiker
- Matthias Paul (* 1977), deutscher Politiker
- Matthias Platzeck (* 1953), deutscher Politiker
- Matthias Rößler (* 1955), deutscher Politiker
- Karl Matthias Schiffer (1867–1930), deutscher Politiker
- Matthias Schlösser (1865–1944), deutscher Politiker
- Anton Matthias Schön (1837–1922), deutscher Großgrundbesitzer, Unternehmer und Politiker
- Matthias Stadler (* 1966), österreichischer Politiker und Bürgermeister von St. Pölten
- Matthias Theisen (1885–1933), deutscher Politiker
- Matthias Wambach (* 1963), deutscher Politiker
- Matthias Weisheit (1945–2004), deutscher Politiker
- Matthias Wissmann (* 1949), deutscher Politiker
- Matthias Zauner (* 1986), österreichischer Politiker (ÖVP)

### Schauspieler/Filmschaffende
- Frederick Matthias Alexander (1869–1955), australischer Schauspieler
- Matthias Brandt (* 1961), deutscher Theater- und Fernsehschauspieler
- Matthias Bullach (* 1963), deutscher Schauspieler und Synchronsprecher
- Matthias Bundschuh (* 1966), deutscher Schauspieler und Regisseur
- Matthias Diem (* 1956), deutscher Schauspieler, Regisseur und Unternehmenscoach
- Matthias Dietrich (* 1981), deutscher Schauspieler
- Matthias Dinter (* 1968), deutscher Drehbuchautor, Regisseur und Comiczeichner
- Matthias Freihof (* 1961), deutscher Schauspieler
- Matthias Fuchs (1939–2001), deutscher Schauspieler
- Matthias Glasner (* 1965), deutscher Filmregisseur
- Matthias Haase (* 1957), deutscher Schauspieler und Synchronsprecher
- Matthias Habich (* 1940), deutscher Schauspieler
- Matthias Hinze (1969–2007), deutscher Schauspieler und Synchronsprecher
- Matthias Hues (* 1959), deutscher Schauspieler
- Matthias Hummitzsch (* 1949), deutscher Theaterschauspieler
- Matthias Klimsa (* 1971), deutscher Schauspieler
- Matthias Knop (* 1974), deutscher Radio-Moderator, Fernsehshowmaster, Comedian und Schauspieler
- Matthias Koeberlin (* 1974), deutscher Schauspieler
- Matthias Kostya (* 1964), deutscher Musical-Sänger und Schauspieler
- Matthias Krings (* 1943), deutscher Fernsehmoderator, Sänger, Schauspieler und Produzent
- Matthias Lang (* 1986), italienischer Filmregisseur und Drehbuchautor
- Matthias Leja (* 1962), deutscher Schauspieler
- Matthias Malmedie (* 1975), deutscher Fernsehmoderator
- Matthias Matschke (* 1968), deutscher Schauspieler
- Matthias Matz (* 1971), deutscher Schauspieler
- Matthias Mellinghaus (* 1965), deutscher Filmregisseur und Regieassistent und Rudersportler
- Johann Matthias Menninger († 1793), österreichischer Schauspieler
- Matthias X. Oberg (* 1969), deutscher Regisseur und Drehbuchautor
- Matthias Paul (* 1964), deutscher Schauspieler, Sänger und Regisseur
- Matthias Rott (* 1974), deutscher Schauspieler
- Matthias Schloo (* 1977), deutscher Schauspieler
- Matthias Schmid (1801–1886), österreichisch-ungarischer Schauspieler und Komponist, siehe Adolf Müller senior
- Matthias Schweighöfer (* 1981), deutscher Schauspieler
- Matthias Ziesing (* 1980), deutscher Schauspieler

### Sportler
- Matthias Almer (* 1994), österreichischer Badmintonspieler
- Matthias Anklam (* 1968), deutscher Fußballschiedsrichter
- Matthias Auckenthaler (1906–1936), österreichischer Alpinist
- Matthias Baranowski (* 1967), deutscher Fußballspieler
- Matthias Becker (* 1974), deutscher Fußballspieler
- Matthias Beham (* 1981), österreichischer Hürdenläufer
- Matthias Behr (* 1955), deutscher Florettfechter
- Matthias Biedermann (* 1983), deutscher Skeletonpilot
- Matthias Billen (1910–1989), deutscher Fußballspieler
- Matthias Bleyer (* 1978), deutscher Eiskunstläufer
- Matthias Breitkreutz (* 1971), deutscher Fußballspieler
- Matthias Brücken (* 1953), deutscher Fußballspieler
- Matthias Buse (* 1959), deutscher Skispringer
- Matthias De Meulder (* 1988), belgischer Pokerspieler
- Matthias Dollinger (* 1979), österreichischer Fußballspieler
- Matthias Döschner (* 1958), deutscher Fußballspieler
- Matthias Duppel (* 1980), deutscher Schachspieler
- Matthias Eibinger (* 1993), österreichischer Pokerspieler
- Matthias Flohr (* 1982), deutscher Handballspieler und -trainer
- Matthias Ginter (* 1994), deutscher Fußballspieler
- Matthias Guggenberger (* 1984), österreichischer Skeletonpilot
- Matthias Hagner (* 1974), deutscher Fußballspieler
- Matthias Hamann (* 1968), deutscher Fußballspieler und -trainer
- Matthias Heidemann (1912–1970), deutscher Fußballspieler
- Matthias Heidrich (* 1977), deutscher Fußballspieler
- Matthias Hemmersbach (1941–1997), deutscher Fußballspieler
- Matthias Henn (* 1985), deutscher Fußballspieler
- Matthias Herget (* 1955), deutscher Fußballspieler
- Matthias Hofbauer (* 1981), Schweizer Unihockeyspieler
- Matthias Holst (* 1982), deutscher Fußballspieler
- Matthias Hönerbach (* 1962), deutscher Fußballspieler
- Matthias Höpfner (* 1975), deutscher Bobfahrer
- Matthias Jacob (* 1960), deutscher Biathlet
- Matthias Kaburek (1911–1976), österreichischer Fußballspieler
- Matthias Kahle (* 1969), deutscher Rallyefahrer
- Matthias Kessler (* 1979), deutscher Radrennfahrer
- Matthias Kicklitz (* 2002), deutscher Badmintonspieler
- Matthias König (* 1981), deutscher Radballspieler
- Matthias Kribben (* 1960), deutscher Schachfunktionär und Fernschachspieler
- Matthias Kyburz (* 1990), Schweizer Orientierungsläufer
- Matthias Langkamp (* 1984), deutscher Fußballspieler
- Matthias Lanzinger (* 1980), österreichischer Skirennläufer
- Matthias Lehmann (* 1983), deutscher Fußballspieler
- Matthias Lepiller (* 1988), französischer Fußballspieler
- Matthias Liebers (* 1958), deutscher Fußballspieler
- Matthias Maucksch (* 1969), deutscher Fußballspieler
- Matthias Mauritz (1924–2016), deutscher Fußballspieler
- Matthias Menz (* 1981), deutscher Nordischer Kombinierer
- Matthias Merz (* 1984), Schweizer Orientierungsläufer
- Matthias Müller (* 1982), Schweizer Orientierungsläufer
- Matthias Niggli (* 1973), Schweizer Orientierungsläufer
- Matthias Potthoff (* 1987), deutscher Eishockeyspieler
- Matthias Puhle (* 1985), deutscher Handballspieler
- Matthias Rebitsch (1911–1990), österreichischer Bergsteiger und Freikletterer
- Matthias Reincke (* 1971), deutscher Fußballspieler
- Matthias Rüfenacht (* 1956), Schweizer Schachspieler
- Matthias Ruländer (* 1964), deutscher Fußballspieler
- Matthias Russ (* 1983), deutscher Radrennfahrer
- Matthias Rusterholz (* 1971), Schweizer Leichtathlet
- Matthias Sammer (* 1967), deutscher Fußballspieler und -trainer
- Matthias Scherz (* 1971), deutscher Fußballspieler
- Matthias Schömann (* 1960), deutscher Fußballspieler
- Matthias Schwab (* 1986), österreichischer Eishockeyspieler
- Matthias Simmen (* 1972), Schweizer Biathlet
- Matthias Sindelar (1903–1939), österreichischer Fußballspieler
- Matthias Steiner (* 1982), deutscher Gewichtheber
- Matthias Wahls (* 1968), deutscher Schachspieler und Pokerspieler
- Matthias Werner (* 1984), deutscher Handballspieler
- Mattias Wetterwik (* 1983), schwedischer Handballschiedsrichter
- Matthias Witthaus (* 1982), deutscher Feldhockeyspieler
- Matthias Zimmermann (* 1970), deutscher Fußballspieler
- Matthias Zurbriggen (1856–1917), Schweizer Bergsteiger

### Wissenschaftler/Akademiker
- Matthias Joseph Anker (1772–1843), österreichischer Geologe
- Matthias Becher (* 1959), deutscher Historiker
- Matthias Bel (1684–1749), slowakischer Historiker, Theologe, Pädagoge und Geschichtsschreiber
- Matthias Beller (* 1962), deutscher Chemiker
- Matthias Bernegger (1582–1640), deutscher Philologe, Hochschullehrer und lateinischer Autor
- Georg Matthias Bose (1710–1761), deutscher Physiker und Astronom
- Matthias Alexander Castrén (1813–1852), finnischer Philologe und Ethnologe
- Matthias Colerus (1530–1587), deutscher Rechtswissenschaftler
- Matthias de L’Obel (1538–1616), französischer Botaniker
- Matthias Epple (* 1966), deutscher Chemie-Professor
- Matthias Flurl (1756–1823), deutscher Mineraloge und Geologe
- Matthias Frosch (* 1960), deutscher Mediziner und Mikrobiologe
- Matthias Gatzemeier (* 1937), deutscher Philosoph
- Matthias Gelzer (1886–1974), Schweizer Althistoriker
- Johann Matthias Gesner (1691–1761), deutscher Pädagoge, Philologe und Bibliothekar
- Matthias Groß (* 1969), deutscher Soziologe und Umweltwissenschaftler
- Matthias Grüne (* 1963), deutscher Mediziner und Generalarzt des Heeres der Bundeswehr
- Johann Matthias Hase (1684–1742), deutscher Mathematiker, Astronom, Kartograph und Geograph
- Matthias Herdegen (* 1957), deutscher Jurist
- Matthias Heyl (* 1965), deutscher Historiker und Erziehungswissenschaftler
- Fons Matthias Hickmann (* 1966), deutscher Grafikdesigner, Typograf und Professor
- Matthias Horx (* 1955), deutscher Trend- und Zukunftsforscher und Science-Fiction-Autor
- Matthias Kleiner (* 1955), deutscher Professor für Umformtechnik und Präsident der Deutschen Forschungsgemeinschaft
- Matthias Koenig (* 1971), deutscher Soziologe
- Matthias Küntzel (* 1955), deutscher Politikwissenschaftler und Journalist
- Matthias Ludwig Leithoff (1778–1846), deutscher Orthopäde
- Matthias Lexer (1830–1892), Germanist und Lexikograph
- Matthias Macher (1793–1876), österreichischer Mediziner und Schriftsteller
- Matthias Maierbrugger (1913–1991), österreichischer Heimatforscher und Publizist
- Matthias Neubert (* 1962), deutscher Physiker und Hochschullehrer
- Matthias Oppermann (* 1956), deutscher Psychoanalytiker und Maler
- Matthias Oppermann (* 1974), deutscher Historiker und Publizist
- Matthias Peuster (* 1969), deutscher Kinderarzt und Professor für Kinderheilkunde
- Matthias Pier (1882–1965), deutscher Chemiker
- Matthias Prinz (* 1956), deutscher Rechtsanwalt und Honorarprofessor
- Matthias Pulsfort (* 1955), deutscher Bauingenieur und Hochschullehrer,
- Matthias Rath (* 1955), deutscher Arzt und Alternativheiler
- Matthias Ringmann (1482–1511), deutscher Philologe und Dichter
- Matthias Rogg (* 1963), deutscher Offizier und Historiker
- Matthias Jacob Schleiden (1804–1881), deutscher Botaniker
- Matthias Schmidt (* 1952), deutscher Historiker
- Matthias Schmidt-Preuß (* 1948), Professor für Öffentliches Recht
- Matthias Schönerer (1807–1881), österreichischer Eisenbahntechniker
- Matthias Schrappe (* 1955), deutscher Internist
- Matthias Schumann (* 1959), deutscher Wirtschaftsinformatiker
- Matthias Schwarzbach (* 1966), deutscher Mediziner und Hochschullehrer
- Matthias Stein (1660–1718), deutscher Rechtswissenschaftler und Hochschullehrer
- Matthias Steinmetz (* 1966), deutscher Astrophysiker
- Matthias Storme (* 1959), belgischer Jurist, Schriftsteller und Politiker
- Matthias Tamm (* 1967), deutscher Chemiker und Hochschullehrer
- Johann-Matthias Graf von der Schulenburg (* 1950), deutscher Wirtschaftswissenschaftler
- Matthias Varga von Kibéd (* 1950), deutscher Logiker und Wissenschaftstheoretiker
- Matthias Wesenbeck (1531–1586), flämischer Jurist
- Matthias Winiger (* 1943), Schweizer Geograph

### Sonstige
- Matthias Angerer (15./16. Jahrhundert), Persönlichkeit des Deutschen Bauernkrieges
- Matthias William Baldwin (1795–1866), US-amerikanischer Industrieller
- Matthias Brügelmann (* 1972), deutscher Sportjournalist
- Matthias Day (1821–1904), US-amerikanischer Erfinder und Zeitungsverleger
- Matthias di Gallasso (1588–1647), Generalleutnant und Feldzeugmeister im Dreißigjährigen Krieg
- Matthias Domaschk (1957–1981), deutscher Bürgerrechtler
- Matthias Dropa (1650–1732), deutscher Orgelbauer
- Matthias Ettrich (* 1972), deutscher Informatiker
- Matthias Euba (* 1967), deutscher Fernsehmoderator und Synchronsprecher
- Matthias Euler-Rolle (* 1977), österreichischer Radio- und Fernsehmoderator
- Matthias Joseph Fischer (1822–1879), deutscher Kaufmann
- Matthias Fornoff (* 1963), deutscher Fernsehmoderator
- Matthias Ägidius Fuchs, deutscher Kriegskommissär
- Peter-Matthias Gaede (* 1951), deutscher Journalist
- Matthias Gehler (* 1954), deutscher Journalist
- Johann Matthias Hagelstein, deutscher Orgelbauer
- Matthias Holtmann (* 1950), deutscher Hörfunk-Redakteur und -Moderator
- Johannes-Matthias Hönscheid (1922–2001), deutscher Oberfeldwebel und Kriegsberichterstatter
- Matthias Höpfner (* 1953), deutscher Diplomat
- Matthias Jaeger (* 1937), Arzt und Generalstabsarzt a. D.
- Matthias Karch (* 1956), deutscher Architekt, Bühnenbildner und Kostümbildner
- Matthias Kleinheisterkamp (1893–1945), deutscher SS-Obergruppenführer und General der Waffen-SS
- Matthias Klostermayr (1736–1771), Wilderer
- Matthias Klotz (1653–1743), deutscher Geigenbauer
- Matthias Kneißl (1875–1902), deutscher Räuber
- Matthias Kraus (1671–1706), deutscher Revolutionär
- Matthias Lackas (1905–1968), deutscher Verleger
- Kurt Matthias Linicus (1921–2018), Vorstandsmitglied des SOS-Kinderdorf e. V.
- Matthias Mangiapane (* 1983), deutscher Reality-TV-Teilnehmer
- Matthias Matussek (* 1954), deutscher Journalist
- Matthias Mülmenstädt (1949–2021), deutscher Diplomat und Botschafter
- Matthias Opdenhövel (* 1970), deutscher Fernsehmoderator
- Matthias von Oppen (1873–1924), preußischer Verwaltungsjurist
- Matthias Petersen (1632–1706), deutscher Kapitän und Walfänger
- Matthias Pöhm (* 1960), deutscher Rhetorik- und Erfolgstrainer
- Matthias Seefelder (1920–2001), deutscher Industriemanager
- Matthias Seutter (1678–1757), Globenhersteller und Kartograf
- Matthias von Arras (1290–1352), französischer Architekt und Baumeister
- Ludwig Matthias Nathanael Gottlieb von Brauchitsch (1757–1827), preußischer Generalleutnant und Gouverneur von Berlin
- Johann Matthias von der Schulenburg (1661–1747), deutscher Reichsgraf, Erbherr auf Emden und Feldmarschall
- Matthias Louda von Klumtschan († 1460), tschechischer Heeresführer und Diplomat
- Matthias Graf von Krockow (* 1949), deutscher Manager
- Friedrich Matthias von Syberg (1646–1711), Herr zu Haus Kemnade und Gerichtsherr über Bochum-Stiepel
- Heinrich Matthias von Thurn (1567–1640), deutsch-baltische Militärperson
- Matthias Walden (1927–1984), deutscher Journalist
- Matthias Wrede (1614–1678), deutscher Kaufmann

### Form Matías
- Matías Cahais (* 1987), argentinischer Fußballspieler
- Matías Formica (* ≈1985), argentinischer Jazzmusiker
- Matías Sepúlveda (* 1999), chilenischer Fußballspieler

### Form Mathias
- Mathias Boe (* 1980), dänischer Badmintonspieler
- Mathias Bonny (* 1994), Schweizer Badmintonspieler
- Mathias Borg (* 1991), schwedischer Badmintonspieler
- Mathias Christiansen (Badminton) (* 1994), dänischer Badmintonspieler
- Mathias Döpfner (* 1963), deutscher Manager, Verleger, Journalist und Lobbyist
- Mathias Graf (* 1996), österreichischer Skirennläufer und Freestyle-Skier
- Mathias Quéré (* 1986), französischer Badmintonspieler
- Mathias Richling (* 1953), deutscher Kabarettist
- Mathias Rust (* 1968), deutscher Privatpilot
- Mathias Schou (1747–1824), luxemburgischer Musiker und Spielmann
- Mathias Wecxsteen (* 1980), französischer Freestyle-Skier

### Form Mattias
- Mattias Andersson (* 1978), schwedischer Handballer
- Mattias Asper (* 1974), schwedischer Fußballtorhüter
- Mattias Benzelstierna (1713–1791), schwedischer Beamter
- Mattias Bjärsmyr (* 1986), schwedischer Fußballspieler
- Mattias Eklundh (* 1969), schwedischer Gitarrist und Musiker
- Mattias Ekström (* 1978), schwedischer Autorennfahrer
- Mattias Gustafsson (* 1978), schwedischer Handballspieler
- Mattias Hargin (* 1985), schwedischer Skirennläufer
- Mattias von Hartmannsdorf (1641–1690), deutscher Jurist und Diplomat in schwedischen Diensten
- Mattias Hugosson (* 1974), schwedischer Fußballtorhüter
- Mattias Jonson (* 1974), schwedischer Fußballspieler
- Mattias Kumm (* 1967), deutsch-US-amerikanischer Rechtswissenschaftler und Hochschullehrer
- Mattias Lindström (* 1980), schwedischer Fußballspieler
- Mattias Lööf (* 1972), schwedischer Eishockeyspieler
- Mattias Nilsson (* 1982), schwedischer Biathlet
- Mattias Norström (* 1972), schwedischer Eishockeyspieler
- Mattias Nylund (* 1980), schwedischer Fußballspieler
- Mattias Öhlund (* 1976), schwedischer Eishockeyspieler
- Mattias Östberg (* 1977), schwedischer Fußballspieler
- Mattias Ritola (* 1987), schwedischer Eishockeyspieler
- Mattias Rönngren (* 1993), schwedischer Skirennläufer
- Mattias Sereinig (* 1984), österreichischer Fußballspieler
- Mattias Sjögren (* 1987), schwedischer Eishockeyspieler
- Mattias Steuchius (1644–1730), schwedischer Geistlicher, Erzbischof von Uppsala
- Mattias Svanberg (* 1999), schwedischer Fußballspieler
- Mattias Tedenby (* 1990), schwedischer Eishockeyspieler
- Mattias Timander (* 1974), schwedischer Eishockeyspieler
- Mattias Weinhandl (* 1980), schwedischer Eishockeyspieler
- Mattias Wikström (* 1973), schwedisch-deutscher Eishockeyspieler
- Mattias Zachrisson (* 1990), schwedischer Handballspieler